# 陆家桥站
陆家桥站位于成都市金牛区泉水路新荷路口，是成都地铁5号线的一座地下车站，因老地名陆家桥而得名。本站于2019年12月27日启用。本站曾用名为古柏站。

## 车站结构
本站为地下二层岛式月台车站。
| 地面              | 0    | 出口A–D                                                                                             |
| 地下一层          | 站厅 | 自助购票 客服中心                                                                                   |
| 地下二层          | 站台 | \| \| \| 5号线往华桂路（皇花园） \| \| 島式 · 開左邊车门 \| \| \| \| \| \| 5号线往回龙（泉水路） \| |
|                   |      | 5号线往华桂路（皇花园）                                                                             |
| 島式 · 開左邊车门 |      | |
|                   |      | 5号线往回龙（泉水路）                                                                               |

## 出入口
本站目前开放4个出入口。
|          |              |            |      |
| 编号     | 设施         | 指示       | 照片 |
|          | 无障碍电梯   | 新荷路     |      |
| 出口 · B | 无障碍卫生间 | 金芙蓉大道 |      |
| 出口 · C |              | 新荷路     |      |
| 出口 · D |              | 新荷路     |      |

## 未来发展
本站原计划作为5号线与9号线的换乘站，5号线建设时预留盾构通过条件，但未预留换乘节点条件。但根据五期规划的早期材料，9号线改为行径泉水路站，不再经过本站；惟五期规划第一批线路中，9号线二期并未获批，依然存在变数。